# Henk Barendregt
Hendrik Pieter (Henk) Barendregt, né en 1947 est un mathématicien néerlandais spécialisé dans la logique mathématique.

## Biographie
Il enseigne à l'Université Radboud de Nimègue depuis 1986. Il est connu pour ses travaux en lambda-calcul, en créant notamment le lambda cube, et en théorie des types.
Il est membre de l'Académie royale néerlandaise des arts et des sciences depuis 1997 et a reçu le Prix Spinoza en 2002. La même année, il est nommé chevalier de l'Ordre du Lion néerlandais.
Hors des mathématiques, ses travaux portent également sur la conscience, la pleine conscience et l'impact clinique de la méditation bouddhique.